# Małgorzata Ratajczak
Małgorzata Ratajczak (ur. w 1965 w Szczecinku) – polska śpiewaczka operowa, mezzosopran, solistka bydgoskiej Opery Nova, absolwentka Akademii Muzycznej w Bydgoszczy, profesor doktor habilitowana wykładająca śpiew klasyczny w Akademii Muzycznej w Krakowie oraz ówczesna nauczycielka śpiewu w Państwowej Szkole Muzycznej w Inowrocławiu.

## Życiorys
W 1984 roku została laureatką I nagrody w Ogólnopolskim Konkursie im. Stanisława Moniuszki w Kudowie-Zdroju. W 1989 roku ukończyła dzienne studia wokalno – aktorskie z tytułem magistra sztuki na Akademii Muzycznej im. Feliksa Nowowiejskiego w Bydgoszczy w klasie śpiewu klasycznego st. wykł. Ireny Maculewicz-Żejmo. Na V roku studiów wspólnie ze swoim mężem tenorem Januszem Ratajczakiem została solistką bydgoskiej Opery Nova. W 1990 roku otrzymała II nagrodę w kategorii operowej na Konkursie Wokalnym we Wrocławiu, a w 1992 została półfinalistką Konkursu Wokalnego Belwedere w Wiedniu. Dwa lata później otrzymała dwie nagrody specjalne oraz wyróżnienie w Konkursie im. Adama Didura w Bytomiu. W 2001 roku brała udział w Kursie Mistrzowskim prowadzonym przez maestrę Fiorenze Cossotto, z którą to pracowała nad partią Azuceny z opery Trubadur Giuseppe Verdiego. Premierę tej opery wystawiła w 2002 roku na estradzie Lucent Danstheater Den Haag w Holandii. Wiosną 2005 roku została finalistką Monte Carlo World Voice Masters Competition. Śpiewaczka współpracuje z wieloma teatrami muzycznymi w Polsce m.in. z Operą Bałtycką w Gdańsku, Operą Śląską w Bytomiu, Operą Krakowską, Teatrem Wielkim w Łodzi, Teatrem Muzycznym w Poznaniu oraz Operą na Zamku w Szczecinie. Z zespołem artystycznym Teatru Wielkiego w Łodzi, Opery Śląskiej w Bytomiu, Opery Nova oraz z Agencją Artystyczną Pro Musica, odbyła tournée koncertowe po Szwajcarii, Norwegii, Francji, Austrii, Belgii, Holandii, Hiszpanii oraz Niemczech. Gościła na scenach w wielu prestiżowych salach takich jak: Gewandhaus w Lipsku, Festspiel und Kongresshaus w Bregenz, Theater am Aegi w Hanowerze, Philharmonia w Berlinie, Philharmonia w Monachium, Rotterdamse Schouwburg w Rotterdamie, Teatro De La Maestranza (Sevilla) czy Tonhalle Zürich. W dorobku scenicznym posiada solowe partie operowe, operetkowe i musicalowe, takie jak: Carmen w Carmen G. Bizeta, Suzuki w Madame Butterfly G. Pucciniego, Jadwiga i Cześnikowa w Strasznym dworze St. Moniuszki, Fenena w Nabucco G. Verdiego, Czipra w Baronie cygańskim J. Straussa, Berta w Cyruliku sewilskim G. Rossiniego, książę Gigi Orlovsky w Zemście nietoperza J. Straussa, Niclausse w Opowieściach Hoffmanna, J. Offenbacha, Azucena w Trubadurze G. Verdiego, Amneris w Aidzie G. Verdiego, Santuzza w Rycerskości wieśniaczej P. Mascagniego, Mallika w Lakme L. Delibesa, Jadwiga i Aza w Manru I.J. Paderewskiego, Gertruda w Jasiu i Małgosi E. Humperdincka, Księżniczka Clarissa w Miłości do trzech pomarańczy S. Prokofiewa, Laura w Giocondzie A. Ponchiellego, Jezibaba w Rusałce A. Dvořáka, Księżna Izabela w Księżniczce czardasza E. Kálmána, Mamma Lucia w Rycerskości wieśniaczej P. Mascagniego, Maddalena w Rigoletcie G. Verdiego, Pani Quickly w Falstaffie G. Verdiego. Wykonuje również repertuar oratoryjno – kantatowy, wśród którego wymienić można: G.B. Pergolesi i K. Szymanowski – Stabat Mater, W.A. Mozart – Requiem, G. Verdi – Requiem i G.Ph. Haendel – Mesjasz.
Obok pracy scenicznej zajmuje się także działalnością pedagogiczną. Od 1991 do 2016 roku uczyła śpiewu klasycznego w Państwowej Szkole Muzycznej II st. im. Juliusza Zarębskiego w Inowrocławiu. W 2010 roku otrzymała stopień doktora sztuki muzycznej w dyscyplinie artystycznej – wokalistyka, zaś trzy lata później uzyskała stopień doktora habilitowanego. Od 2015 roku artystka wykłada klasyczny śpiew solowy w Akademii Muzycznej w Krakowie. Otrzymała medal „Zasłużony dla Kultury Polskiej” przyznany przez Ministerstwo Kultury i Dziedzictwa Narodowego.
Prywatnie jest żoną tenora Janusza Ratajczaka, matką tenora Łukasza Ratajczaka oraz teściową sopranistki Hanny Okońskiej-Ratajczak. Jej drugi syn Dawid również związany był ze środowiskiem muzycznym.
W 2018 roku razem z mężem świętowała 30-lecie pracy artystycznej w bydgoskiej Operze.